# 赤星七星
赤星 七星（あかほし ななせ、1995年1月7日 - ）は、日本の女子バレーボール選手である。

## 来歴
熊本県熊本市出身。先生に誘われて小学4年生からバレーボールを始めた。
2010年、熊本市立必由館高等学校に進学。2012年、ジュニア日本代表に選出され、第16回アジアジュニア選手権に出場した。2013年、鹿屋体育大学に進学。同年、全日本大学選手権大会（全日本インカレ）で優勝。4年時の2016年、全日本インカレで3年ぶりの優勝を果たし、自身もセッター賞を受賞した。
2018年、福岡県に新設されたクラブチームの福岡春日シーキャッツ（現・カノアラウレアーズ福岡）に入団した。2021年3月の所属選手全員退団を経てクラブチームの福岡ギラソールに移籍した。福岡ギラソールではキャプテンも務めた。
2023年、2022-23シーズン終了後に、V.LEAGUE DIVISION1 WOMEN（V1女子）に昇格したばかりのプレステージ・インターナショナルアランマーレに移籍した。
2023年10月28日、アランマーレのV1女子開幕戦（埼玉上尾メディックス戦）に出場し、28歳でV1でのVリーグデビューを果たした。

## 球歴
- ジュニア日本代表
  - アジアジュニア選手権 - 2012年

## 所属チーム
- 熊本市立必由館高等学校（2010-2013年）
- 鹿屋体育大学（2013-2017年）
- 福岡春日シーキャッツ（2018-2021年）
- 福岡ギラソール（2021-2023年）
- プレステージ・インターナショナルアランマーレ/アランマーレ山形（2023年-）

## 受賞歴
- 2016年 - 全日本大学選手権大会 セッター賞